# Valledolmo
Valledolmo – miejscowość i gmina we Włoszech, w regionie Sycylia, w prowincji Palermo.
Według danych na rok 2004 gminę zamieszkiwało 4148 osób, 165,9 os./km².